# Robert Tromski
Robert Tromski (ur. 6 kwietnia 1948 w Sokołowie, zm. 12 czerwca 2021 w Poznaniu) – polski polityk, poseł na Sejm RP I kadencji.

## Życiorys
Specjalista w zakresie budownictwa, absolwent pomaturalnego studium zawodowego z 1975. Działał w Konfederacji Polski Niepodległej. W latach 1991–1993 sprawował mandat posła na Sejm I kadencji, który uzyskał w okręgu gorzowsko-pilskim. Zasiadał w Komisji Polityki Przestrzennej, Budowlanej i Mieszkaniowej oraz w pięciu podkomisjach. W 1993 nie uzyskał poselskiej reelekcji.
Pochowany na cmentarzu komunalnym w Swarzędzu.